# Anna Magdalena Godiche

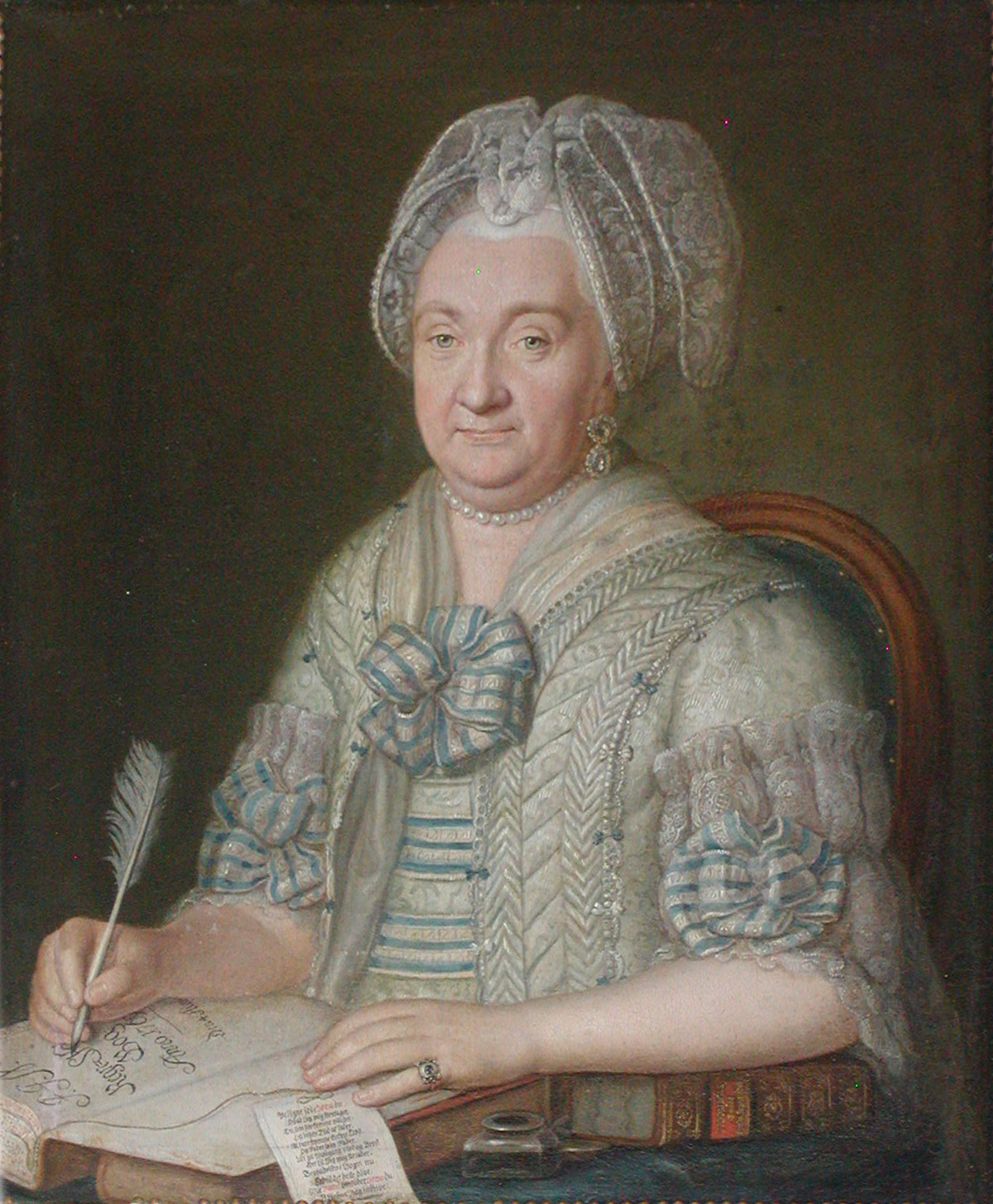
Anna Magdalena Godiche

Anna Magdalena Godiche, född Høpfner 11 januari 1721 i Haderslev, död 22 februari 1780 i Köpenhamn, var en dansk boktryckare och förläggare. Hon skötte Danmarks största tryckeriförlag från 1769 fram till sin död. 
Anna Magdalena var dotter till en rådman Høpfner i Haderslev. Hon gift sig 1736 med publicisten Andreas Hartvig Godiche (1714-1769), som var andre boktryckare vid Köpenhamns universitet och räknas som en av de mest framstående tryckarna i Danmark vid mitten av 1700-talet, då boktryckarkonsten i Danmark fick sitt första uppsving. 
Vid makens död 1769 övertog hon tryckeriet, som vid den tiden var Danmarks största. Godiche beskrivs som effektiv och initiativrik. Hon skaffade sig 1772 privilegium på att trycka domen över Johann Friedrich Struensee och Enevold Brandt. Hon specialiserade sig på historiska verk och utgav Andreas Bussæus Frederik 4.s Dagsregistre (1770), Niels Krags Christian IIIs Historie (1776-79) och Tycho de Hofmans Historiske Efterretninger om velfortiente danske Adelsmænd (1777-79). Bertel Christian Sandvig arbetade som hennes korrektör, översättare och utgivare. 
Hennes son Frederik Christian Godiche arbetade vid hennes sida, men led av psykiska problem och förklarades på sin mors begäran för omyndig. Hennes dotter Elisabeth Christine Godiche blev själv tryckare då hon övertog Berlingske Forlag efter sin make Johan Christian Berling 1778. 
Anna Magdalena Godiche avled 1781 och förlaget avvecklades av hennes dotter. 
Anna Magdalena Godiche blev föremål för Ewalds välkända epigram "Madame G." 